# Eschenmoser-Fragmentierung
Die Eschenmoser-Fragmentierung (oft auch Eschenmoser-Ohloff- oder Eschenmoser-Tanabe-Fragmentierung genannt) ist eine Namensreaktion der Organischen Chemie. Sie beschreibt die Synthese von Alkinen und Ketonen aus α,β-ungesättigten Ketonen bzw. davon abgeleiteten α,β-Epoxyketonen. Dabei wird entweder säure- oder basenkatalytisch gearbeitet (hier basenkatalytisch mit Natriumcarbonat) und Arylsulfonsäurehydrazid benötigt. Die Reaktion ist nach ihrem Entdecker Albert Eschenmoser benannt und ging aus dessen Zusammenarbeit mit Firmenich-Forschern um Günther Ohloff bei der Synthese von Muscon und anderen makrocylischen Moschuskörpern hervor.

## Mechanismus
Die benötigten α,β-Epoxyketone 1 werden gewöhnlich durch Weitz-Scheffer-Epoxidierung von α,β-ungesättigten Ketonen synthetisiert. In den ersten Schritten kondensiert ein Arylsulfonsäurehydrazid (siehe erster Reaktionspfeil), zum Beispiel p-Toluolsulfonylhydrazid, mit dem Epoxyketon 1 unter Bildung des Sulfonylhydrazons 4. Der anschließende Fragmentierungs-Schritt kann dann säure- oder basenkatalysiert eingeleitet werden, wobei entweder der Epoxid-Sauerstoff protoniert, oder der Sulfonamid-Stickstoff deprotoniert wird. In beiden Fällen resultiert daraus die Verbindung 6. In diesem Mechanismus wird allerdings basenkatalytisch mit Natriumcarbonat gearbeitet. Typischerweise wird allerdings säurekatalysiert mit Eisessig in Dichlormethan bei −18 °C gearbeitet. Unter Abspaltung von Stickstoff und Arylsulfinsäure fragmentiert das Intermediat 6 zum Keton 7 und  dem Alkin 8. Triebkraft der Reaktion ist die Bildung molekularen Stickstoffs.
Daneben gibt es auch eine radikalische Variante dieser α,β-Enon→Alkinon-Fragmentierung mit 1,2-Dibrom-5,5-dimethylhydantoin (DDH) in sek-Butanol, die ohne Epoxidierung auskommt und direkt vom α,β-ungesättigten Hydrazon ausgeht. Dabei findet eine Allylbromierung mit DDH am Sulfonamid-Stickstoff, der capto-dativ-stabilisierten Radikalstelle statt, und das Bromid-Ion fungiert als Abgangsgruppe bei dem sich anschließenden nukleophilen Angriff eines Alkoholat-Ions. Diese Fehr-Ohloff-Büchi-Variante der Eschenmoser-Ohloff-Fragmentierung umgeht damit den Epoxidations-Schritt, der bei sterisch anspruchsvollen Substraten häufig zu schlechten Ausbeuten der klassischen Eschenmoser-Fragmentierung führt.
Durch die Verwendung bicyclischer Epoxyketone, die das Epoxid an beiden Brückenköpfen tragen, werden cyclische 1,6-Inone erhalten, was zur Synthese von Makrocyclen von Bedeutung ist.